# 若林克彦 (工学者)
若林 克彦（わかばやし かつひこ、1942年 - ）は、日本の工学者。ハリウッド大学院大学特命教授、国士舘大学名誉教授、学校法人国士舘顧問。工学博士（早稲田大学）。専門は機械力学。2025年、瑞宝中綬章受章。

## 来歴・人物
- 埼玉県出身
- 昭和41年 - 早稲田大学理工学部機械工学科卒業
- 昭和47年 - 国士舘大学 助手
- 昭和48年 - 国士舘大学 専任講師
- 昭和50年3月 - 早稲田大学大学院理工学研究科機械工学専攻博士課程単位取得退学
- 昭和50年 - 国士舘大学 助教授
- 昭和56年 国士舘大学 教授
- 昭和57年 - 早稲田大学で工学博士の学位所得
- 平成18年 国士舘大学 学長就任
- パーキンス・エンジン株式会社 元客員研究員

## 著書
- 『エンジン・ガソリン/ディーゼル』 オーム社 1989年: ISBN 4274086038
- 役に立つ機械製図　―学生からエンジニアまで―朝倉書店（共著） P1-P249

## 所属学会等
- 日本機械学会（国内）
- 自動車技術会（評議員、1996-現在に至る、国内）
- 日本マリンエンジニアリング学会（国内）
- エネルギー変換墾話会（理事、1990-現在に至る、国内）
- 日本省エネカー研究会（会長、1999-現在に至る、国内）
- SAE (Society of Automotive Engineers) （国外）

## 要職等
- 国士舘大学 学長
- 国士舘大学 学長室長
- 国士舘大学 大学院工学研究科委員長
- 自動車技術会評議員
- 日本省エネカー研究会会長
- 自動車技術会フェロー
- 日本高等教育評価
- 機構評価員
- 自動車技術会理事